# کنتارو فوکودا
کنتارو فوکودا (انگلیسی: Kentaro Fukuda؛ زادهٔ ۲۷ ژوئیهٔ ۱۹۹۵) بازیکن هاکی روی چمن اهل ژاپن است.